# Paul Ekins
Paul Ekins OBE (nacido en 1950) es un profesor británico, académico en el campo de la economía sostenible, actualmente es codirector del Centro de Búsqueda de Energía de Reino Unido. Es un miembro fundador del Partido Verde.

## Carrera política
Ekins fue un miembro prominente del Partido Verde del Reino Unido (ahora el Partido Verde de Inglaterra y Gales) en las décadas de 1970 y 1980. En 1986 dejó el Partido después de una controversia en la que él y otros compañeros promovían la modernización de las estructuras del Partido Verde. Este grupo, conocido como 'Maingreen', fue visto como el precursor de los movimientos para reformar las estructuras internas del partido por un grupo más tardío conocido como Verde 2000.

## Carrera después de la política
Ekins ha sido un sublime académico en el campo de la economía sostenible. También ha trabajado como asesor.
En 1996,  creó Foro para el Futuro con Sara Parkin y Jonathon Porritt. El Foro dice: “Cuándo Paul Ekins fundó la Unidad de Economía Sostenible como parte del Foro para el Futuro en 1996,  argumentó que ‘muchos de los problemas medioambientales de hoy en día, son realmente problemas económicos  disfrazados, y obtener la economía correcta yace en el corazón de cualquier agenda de soluciones." Su objetivo era 'mostrar que los movimientos radicales hacia la sostenibilidad ambiental son compatibles con la prosperidad". Esto sigue siendo parte de la misión central del Forum ".
Trabajó como cabeza del grupo del Medio Ambiente en el Instituto de Estudios de la Política.
Ha trabajado como un assor de la Auditoría Medioambiental Selecciona Comité de la Casa británica de Commons. En 1994, Ekins recibió el Premio Global 500 del Programa de Entorno de la ONU ”por la consecución de logros medioambientales excepcionales”.
Ekins fue nombrado Agente del Orden del Imperio británico (OBE) por sus servicios a la política medioambiental.

## Carrera académica
Paul Ekins obtuvo un Ph.D. en economía en la Universidad londinense de Birbeck. Se convirtió enProfesor  de la asignatura de Desarrollo Sostenible en la Universidad de Westminster, desde octubre de 2002 hasta el año 2007. Actualmente es Profesor de Recursos y Política Medioambiental en University College de Londres.
Su trabajo académico examina las "condiciones y políticas para conseguir una economía ambientalmente sostenible".

## Autor
Es autor  de una numerosa cantidad de libros:
- Paul Ekins (1992), A New world order, London: Routledge, ISBN 0415071143.Paul Ekins (1992), The Gaia atlas of green economics, New York: Anchor Books, ISBN 0385419147.
- Paul Ekins (1993), Cities and sustainability, Swindon: AFRC-SERC Clean Technology Unit, ISBN 1870669045, OCLC 28261170.
- Paul Ekins; Manfred A. Max-Neef (August 14, 1992), Real Life Economics, Routledge, ISBN 9780415079778.
- Paul Ekins (1998), Ecological tax reform, environmental policy and the competitiveness of British industry, London: Forum for the Future
- Paul Ekins (2000), Economic growth and environmental sustainability, London: Routledge, ISBN 978-0415173339.
- Paul Ekins (2010), Hydrogen energy, London: Earthscan, ISBN 9781844076802.
- Paul Ekins (2011), Environmental tax reform (ETR), Oxford: Oxford University Press, ISBN 9780199584505.
- Paul Ekins; Mike Bradshaw; Jim Watson (2015), Global Energy: Issues, Potentials and Policy Implications, Oxford University Press, ISBN 978-0198719533.